# Eduardo Mallea

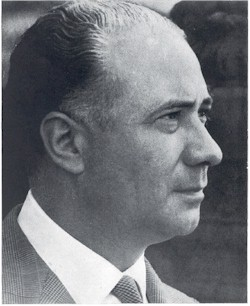
Eduardo Mallea

Eduardo Mallea (* 14. August 1903 in Bahía Blanca, Provinz Buenos Aires; † 12. November 1982 in Buenos Aires) war ein argentinischer Schriftsteller und Diplomat.

## Leben
Zusammen mit seiner Familie kam Mallea 1916 nach Buenos Aires und absolvierte dort auch ein Studium an der Universidad de Buenos Aires. Seine ersten literarischen Versuche beginnen etwa in dieser Zeit. Mallea zählt zu den Wegbereitern der Nueva Novela in Argentinien. Er war ein Romanschriftsteller des späten Modernismo, der existentialistische Themen behandelte. Außerdem verfasste er verschiedene Reisebücher und Essays.
1931 wurde Mallea mit der Leitung der Literaturbeilage der Tageszeitung La Nación betraut. Diese Position hatte er nahezu dreißig Jahre inne. In dieser Zeitung schrieb er auch immer wieder für das Feuilleton. Als General Pedro Eugenio Aramburu 1955 die Regierung übernahm, entsandte er Mallea als Repräsentant Argentiniens zur UNESCO. Als drei Jahre später Arturo Frondizi die Macht übernahm, legte Mallea sein Amt nieder und kehrte nach Argentinien zurück.

## Auszeichnung
- 1946: Gran Premio de Honor de la Sociedad Argentina de Escritores

## Zitat
„Es würde sich nicht lohnen zu schreiben, wenn nicht die im Zenit stehende Idee vom tragischen Kampf der Seele mit sich selbst vorhanden wäre.“

## Werke (Auswahl)

### Erzählungen
- La barca de hielo. Relatos. Sudamericana, Buenos Aires 1967.
- Cuentos para una inglesa desesperada. 1926 (hrsg. von Gleizer).
- La mancha en el mármol. Cuentos. Sudamericana, Buenos Aires 1982.
- Posesión. Nouvelles. Sudamericana, Buenos Aires 1958.
- La razón humana. nouvelles. Losada, Buenos Aires 1959.
- La red. Relatos. Sudamericana, Buenos Aires 1968.
- El resentimiento. noveulles. Sudamericana, Buenos Aires 1966.
- El vínculo. Los Rembrandts. La rosa de Cernobbio. Emecé, Buenos Aires 1946.

### Essays
- Conocimiento y expresión de la Argentina. Ensayo. Editorial Sur, Buenos Aires 1935.
- La guerra interior. Ensayo. Sudamericana, Buenos Aires 1963.
- Historia de una pasión argentina. Ensayo. Editorial Sur, Buenos Aires 1937.
- Notas de un novelista. Ensayos. Losada, Buenos Aires 1954.
- Los papeles privados. Ensayo. Sudamericana, Buenos Aires 1974.
- Poderío de la novela. Ensayos. Aguilar, Buenos Aires 1965.
- El sayal y la púrpura. Ensayos. Losada, Buenos Aires 1941.

### Romane
- Las Águilas. Novela. Sudamericana, Buenos Aires 1944.
- Chaves. Novela. Emecé, Buenos Aires 1953.
- Los enemigos del alma. Novela. Sudamericana, Buenos Aires 1950.
- La Ciudad junto al rio inmóvil. Nueve novelas cortas. Editorial Sur, Buenos Aires 1936.
- La noche enseña a la noche. Novela. Sudamericana, Buenos Aires 1985.
- Nocturno Europeo. Novela. Editorial Sur, Buenos Aires 1935.
- Simbad. Novela. Sudamericana, Buenos Aires 1957.
- Todo verdor perecerá. Novela. Espasa-Calpe, Buenos Aires 1943.
- La Torre. Novela. Sudamericana, Buenos Aires 1951.
- Triste piel del universo. Novela. Sudamericana, Buenos Aires 1971.

### Theaterstücke
- El gajo de enebro. Teatro.  Emecé, Buenos Aires 1957.
- La representación de los aficionados. Teatro. Sudamericana, Buenos Aires 1962.
- Las Travesías I. Sudamericana, Buenos Aires 1961.
- Las Travesías II. Sudamericana, Buenos Aires 1962.
- La vida Blanca. Editorial Sur, Buenos Aires 1966.

### Sonstiges
- La Bahía del Silencio. Sudamericana, Buenos Aires 1940.
- Gabriel Andaral. Sudamericana, Buenos Aires 1971.
- En la creciente oscuridad. Sudamericana, Buenos Aires 1973.
- Fiesta en Noviembre. Club del Libro A.L.A., Buenos Aires 1938.
- Meditación en la costa. Imprenta Mercatali, Buenos Aires 1939.
- La penúltima puerta. Sudamericana, Buenos Aires 1969.
- El retorno. Espasa-Calpe, Buenos Aires 1946.
- Rodeada esta de sueño. Espasa-Calpe, Buenos Aires 1946.
- La sala de espera. Sudamericana, Buenos Aires 1953.